# Дзинілор (станція)
Дзиніло́р — проміжна залізнична станція 4-го класу Одеської дирекції Одеської залізниці на лінії Арциз — Ізмаїл між станціями Аліяга (18 км) та Котлабух (18 км). Розташована в селищі Дзинілор Ізмаїльського району Одеської області.

## Історія
Станція відкрита 1941 року в складі залізниці Арциз — Ізмаїл.

## Пасажирське сполучення
На станції щоденно зупиняється єдиний нічний швидкий поїзд № 145/146 «Дунай» сполученням Київ — Ізмаїл.